# Hister pioti
Hister pioti är en skalbaggsart som beskrevs av Sylvain Auguste de Marseul 1870. Hister pioti ingår i släktet Hister och familjen stumpbaggar. Inga underarter finns listade i Catalogue of Life.